# Gregg Allman
Gregory Lenoir Allman (8. prosince 1947, Nashville, Tennessee, USA – 27. května 2017 Richmond Hill, Georgie, USA) byl americký rockový hudebník. V roce 1969 založil společně se svým bratrem, kytaristou Duaneem Allmanem, skupinu The Allman Brothers Band. Jeho bratr o dva roky později zemřel, ale skupina pokračovala v činnosti až do roku 1976. Následně opět působila v letech 1978 až 1982 a od roku 1989 až do definitivního zániku kapely v roce 2014. Allman v osmdesátých letech dále působil ve skupině Gregg Allman Band a rovněž vydal několik sólových alb. V roce 1977 natočil album se zpěvačkou Cher nazvané Two the Hard Way. V roce 2012 vyšla jeho autobiografie nazvaná My Cross to Bear.